# Letheobia toritensis
Letheobia toritensis — вид змій родини сліпунів (Typhlopidae). Ендемік Південного Судану.

## Поширення і екологія
Letheobia toritensis мешкають на південному сході Південного Судану, в околицях Ториту, на висоті 625 м над рівнем моря. Вони живуть в галерейних лісах і саванах.